# Alliance nationale de l'industrie musicale
L'Alliance nationale de l'industrie musicale (ANIM) est un organisme culturel canadien fondé en 2001 à Montréal. Il est le porte-voix des différents acteurs de l'industrie de la musique de la francophonie canadienne et acadienne.

## Historique
L'Alliance nationale de l'industrie musicale (ANIM) a été fondée à Montréal en février 2001. Elle a remplacé le Regroupement national des professionnel.le.s de la chanson et de la musique (RNPCM), qui relevait de l'Association des professionnel.le.s de la chanson et de la musique (APCM) de l'Ontario, de l'Association acadienne des artistes professionnel.le.s du Nouveau-Brunswick (AAAPNB) et du Regroupement des artistes de l'Ouest (RADO-musique), devenu plus tard le Regroupement de l'industrie musicale de l'Ouest (RIM). Johanne Landry, musicienne, est la première présidente de l'ANIM. Benoit Henry en est son premier directeur général.
L'ANIM a plusieurs projets pour soutenir et promouvoir les artistes de son industrie. Parmi ceux-ci, on compte notamment Les Rencontres qui chantent, mises sur pied en 2006, et le projet Tricoter la culture d'est en ouest.
L'ANIM est aussi impliquée dans la FrancoFête en Acadie, qui offre notamment une vitrine internationale aux artistes francophones. En 2008, elle réalise également une série d'émissions de radio, diffusées dans 48 radios communautaires au Canada et 18 stations de radio associatives en France. Robert Paquette est alors président de l'ANIM.
En 2009, Carole Chouinard succède Robert Paquette à la présidence de l'ANIM,. Elle en avait été la vice-présidente pendant quatre ans. À cette époque, l'ANIM a environ 30 membres. Il s'agit de gérants, d'agents, de producteurs ou bien d'associations. Carole Chouinard est elle-même productrice d'événements musicaux et gérante d'artistes. Elle se fixe comme objectif d'encourager la production et d'accroître la représentation nationale et internationale des artistes francophones, notamment en stimulant la connaissance entre les régions.
En 2010, l'ANIM conclue une entente de cinq ans avec l'Association de la musique de la côte Est (AMCE), permettant d'augmenter la présence d'artistes acadiens et francophones lors de spectacles organisés par l'AMCE et lors de la conférence et du gala de l'AMCE. Auparavant, les artistes francophones étaient confinés à une scène francophone, alors que l'accord prévoit qu'ils soient inclus sur les scènes régulières parmi les artistes anglophones. Une entente similaire a aussi été conclue par l'ANIM avec l'Association de la musique de la côte Ouest.
À la suite de l'acceptation par le Conseil de la radiodiffusion et des télécommunications canadiennes (CRTC) de modifications de conditions d'entente avec SiriusXM en 2012, l'industrie musicale francophone se trouve désavantagée et l'ANIM porte plainte auprès du Commissariat aux langues officielles en 2013, au motif que le CRTC a manqué à ses obligations d'informer les communautés de langue officielle en situation minoritaire de la façon dont elles pourraient être touchées.
En 2017, Natalie Bernardin est présidente de l'ANIM, tout en étant directrice générale de l'Association des professionnels de la chanson et de la musique (ACPM). Elle plaide pour une plus grande place des artistes de la francophonie canadienne aux prix Juno et demande entre autres qu'un représentant francophone soit sur le comité de la ville hôte des Juno chaque année en plus d'un représentant des Premières Nations, alors que les deux groupes partagent et alternent sur un seul poste. Véronique Wade devient présidente de l'ANIM plus tard en 2017. À la fin 2017, l'ANIM réclame au gouvernement fédéral 1,6 million de dollars pour aider les agences d'artistes. Cette demande vient à la suite d'une étude de l'Institut canadien de recherche sur les minorités linguistiques attestant un potentiel de développement important de l'industrie musicale francophone, mais aussi de son besoin de ressources financières et humaines.
C'est seulement en 2018 que l'ANIM reçoit un rapport préliminaire en lien avec sa plainte portée en 2013 contre le CRTC. Le rapport confirme que la plainte est fondée. Or, en février 2019, le Commissariat aux langues officielles recule, notamment puisque son enquête n'a pas trouvé que la décision du CRTC en 2012 a porté préjudice aux communautés francophones. En octobre 2019, l'ANIM porte l'affaire devant la Cour fédérale en déposant un recours contre le CRTC,. C'est José Bertrand qui est le président de l'ANIM à ce moment-là.
En 2020 arrive la pandémie de COVID-19 qui force l'industrie musicale à se tourner vers la diffusion virtuelle. L'ANIM encourage alors les artistes à profiter du potentiel de découvrabilité que leur offrent les médias sociaux et la diffusion virtuelle, mais veut aussi s'assurer que les artistes reçoivent une rémunération pour leur travail, même s'il s'agit de spectacles en mode virtuel. L'année 2020 marque aussi un changement à la direction de l'ANIM alors que Clotilde Heibing succède à Benoit Henry, qui était à la direction depuis le début de l'association. Un nouveau plan stratégique est présenté cette année-là. Ses quatre axes principaux sont la représentation et la revendication, le réseautage et la collaboration, la promotion et le rayonnement, puis la formation et la professionnalisation. L'ANIM compte une quarantaine de membres.
La cause de l'ANIM en lien avec l'affaire du CRTC et de SiriusXM est portée en Cour suprême qui refuse de l'entendre en juin 2023. Cependant, en avril 2023, le projet de loi C-11 est adopté et un article de la Loi sur la diffusion continue en ligne oblige le CRTC à consulter les communautés de langue officielle en situation minoritaire s'il prend une décision qui pourrait les affecter négativement. C'était l'un des objectifs de l'ANIM.

## Mission
L'Alliance nationale de l'industrie musicale a comme mission d'être porte-parole de tous les artisans et acteurs de l'industrie musicale de la francophonie canadienne et acadienne, de défendre leurs intérêts ainsi que de consolider et de faire croître l'industrie. Elle a aussi comme mandat de trouver des fonds pour développer l'industrie musicale francophone hors Québec et de faire la promotion de la musique francophone du Canada, notamment en augmentant sa visibilité au Québec, le plus gros marché francophone du Canada.